# Viagem ao Centro da Terra
Viagem ao Centro Da Terra (em língua francesa: Voyage au Centre de la Terre) é um livro de ficção científica, de autoria do escritor francês Júlio Verne, lançado em 1864 e considerado como um dos clássicos do gênero. Uma obra que leva o leitor dentro de uma emocionante aventura narrada em primeira pessoa por Axel, um garoto que participa do percurso ao centro da terra, realizado graças a um manuscrito decifrado pelo próprio. O volume é um exemplo de como um escritor pode transitar pelo real e pelo ficcional de forma muito bem estruturada e, com isso, deixar solto para o leitor pensar no que pode acontecer na realidade. O trabalho de Verne foi digno por discutir em seus livros certos assuntos científicos, os quais ainda não se sabiam em sua época.
Uma curiosidade é a utilização de uma palavra na tradução para língua portuguesa "hanapos", que segundo o dicionário Glosbe (português/japonês) significa "taças antigas, não em metais preciosos", mas que não parece existir, nem na língua portuguesa, nem na francesa, em dicionários. 

## Personagens
- Professor Otto Lidenbrock: cientista alemão, corajoso, curioso, bravo e impaciente[1]
- Axel: sobrinho de Otto Lidenbrock[1]
- Graüben: amada de Axel e afilhada do professor
- Hans: guia que acompanha Axel e Prof. Lidenbrock em sua jornada
- Marthe: empregada da casa do professor
- John Phoenix: Dono do Hotel Phoenix
- Arne: Alquimista Antigo
- Jules Verne[3]: Criador do Universo

## Enredo
Em 1863, pleno século XIX, o renomado cientista e professor de geologia e mineralogia alemão, Otto Lidenbrock, após ter encontrado um manuscrito, escrito em código e no alfabeto rúnico, pelo antigo alquimista islandês do século XVI, Arne Saknussemm, e de o ter decifrado, ele descobre que, segundo o alquimista, quem desce a cratera do vulcão Sneffels, situado na Islândia, antes do início de julho, se chega ao centro da Terra; sendo que Saknussemm teria feito esse percurso.
Querendo também realizar tal feito “impossível”, ele e o seu sobrinho Axel, um jovem órfão que mora com o professor e mantêm um romance com sua afilhada, Grauben; partiram para a Islândia com o intuito de penetrar no interior da crosta terrestre. Depois de chegada à Islândia, o Prof. Lidenbrock contratou um caçador de gansos islandês, Hans Bjelke, para servir-lhes de guia até o vulcão e de ajudante na sua longa jornada no interior da Terra. Já abaixo da superfície terrestre, estes três homens desceram corredores e galerias, passando por vários obstáculos e empecilhos, como por exemplo: falta de água, falta de comida, a perda de Axel, entre outros... Até que chegaram a uma galeria de dimensões colossais que continha no seu interior um oceano, ilhas, nuvens e até mesmo luz, gerada por um fenômeno elétrico desconhecido.
Para além destas características ainda possuía outra mais chocante, existia vida naquele mundo paralelo ao mundo superficial, vida que na superfície era considerada já extinta há muitos milhares de anos, que ia desde dinossauros ao homem das cavernas. Tudo isto a milhares de metros de profundidade, os três exploradores tiveram de construir uma jangada para viajar naquele oceano que parecia não ter fim. No oceano encontraram vários tipos de animais que nunca tinham visto anteriormente. Resistiram a uma tempestade de vários dias que os levou à margem oposta do oceano, onde encontraram a passagem para o centro da Terra, mas estava bloqueada por um desabamento de terras recente. Hans colocou pólvora em torno da passagem e explodiu com o obstáculo, mas essa explosão foi de tal ordem que fez com que a jangada onde os três estavam fosse puxada para uma chaminé de um vulcão, onde, em consequência de uma erupção, foram expelidos com a força da erupção para a superfície terrestre. Quando estabeleceram contato com os habitantes locais, descobriram que tinham saído no vulcão Stromboli, localizado a norte da Sicília. Ou seja, percorreram mais de cinco mil quilômetros nesse mundo paralelo e doentio.

## Adaptações

### Cinema
- O filme de 1959[1] "Viagem ao Centro da Terra" foi dirigido por Henry Levin.
- Em 2008, o livro foi adaptado para o cinema, com James Mason e os atores Brendan Fraser, Josh Hutcherson, Anita Briem, Seth Meyers.[3]